# 蛙子池
蛙子池（かえるごいけ）は、香川県小豆郡土庄町肥土山字蛙子広谷にあるため池である。総貯水容量は63万4000立方メートル。2010年（平成22年）3月25日に農林水産省のため池百選に選定された。

## 概要
小豆島最大のため池であり、二級河川伝法川沿いの地域の水不足を解消するために「大田伊左衛門典徳」が1683年（天和3年）、倉敷代官所にため池の築造を嘆願した。
池は、銚子渓の上の台地にあり、工事は難航を極め、人夫は次々に脱落し、人夫集めのため等、典徳は資金作りに私財を費やし、その苦労の末に1683年（天和3年）に完成し、現在でも農地200ha余の農地の灌漑に使用されている。
「肥土山農村歌舞伎」が困難を極めた工事の様子を物語っている。
この農村歌舞伎は、農業の後継者を育成し歌舞伎を保存し継続していることが高く評価され「第7回むらの伝統文化顕彰」にて農林水産大臣賞（最優秀賞）を受賞している。
この歌舞伎は、完成の年6月15日に初のユルぬきが行われ、肥土山地区まで水が流れ、この日を記念して「肥土山離宮八幡宮」の側溝に水が流れてきたのを見た村人たちが、喜び神社の境内に仮小屋舞台を建てて役者一座の芝居を催したのが始まりとされている。舞台は1900年（明治33年）に建て替えられた茅葺き寄せ棟造りで、屋根には蛙子池周辺の茅が使われている。

## アクセス
小豆島スカイライン